# KA-BAR
Ka-Bar (pronuncia-se /ˈkeɪ bɑːr/, marca registrada como KA-BAR) é uma faca famosa por ter sido usada pelo Corpo de Fuzileiros Navais e Marinha dos Estados Unidos durante a Segunda Guerra Mundial. Esta faca de combate foi adotada pela primeira vez pelo Corpo de Fuzileiros Navais dos Estados Unidos em novembro de 1942 como a faca de combate 1219C2 (mais tarde designada como faca de combate USMC Mark 2 ou Knife, Fighting Utility), e posteriormente adotada pela Marinha dos Estados Unidos como a faca utilitária da Marinha dos EUA, Mark 2. Ka-Bar é o nome de uma empresa de fabricação de facas relacionada, Ka-Bar Knives., Inc. (anteriormente Union Cutlery Co.), de Olean, em Nova York, uma subsidiária da Cutco Corporation.
A faca é fabricada pela "Ka-Bar Knives, Inc" que produz na sua maioria facas táticas de combate e facas de caça e lazer, onde se inclui a Ka-Bar. Embora atualmente fabrique uma grande variedade de facas e talheres, a empresa é mais conhecida pela faca Ka-Bar Fighting/Utility, que tradicionalmente usa uma ponta de clipe de aço carbono 1095 de 7 polegadas (17,8cm) lâmina e cabo de couro-arruela.

## Processo de adoção

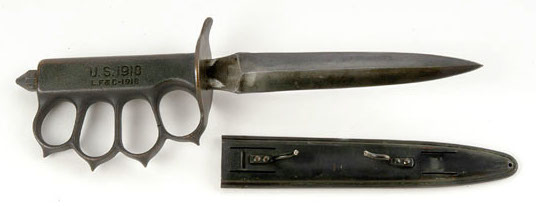
Faca de Trincheira Mark I, M1918

O início da empresa data de 1897, ainda sob o nome de "Camillus Cutlery Company" e começa a sua produção em 1898. Nos anos seguintes seguem-se algumas dificuldades financeiras que obrigam a empresa a mudar de proprietário e localização, estabelecendo-se como "Union Cutlery Company".
Após a entrada dos Estados Unidos na Segunda Guerra Mundial, surgiram reclamações de soldados do Exército e fuzileiros navais que receberam facas de trincheiras com empunhaduras de bronze ou de liga da época da Primeira Guerra Mundial, como a faca de trincheira Mark I dos EUA para uso em combate corpo a corpo. O Mark I era relativamente caro e demorado para fabricar, e relatórios de campanha indicavam que o grande protetor em soco-inglês da faca dificultava a fixação em bainhas convencionais, limitando o alcance de posições úteis de empunhadura de combate. Outra crítica foi que a lâmina relativamente fina do Mark I era propensa a quebrar quando usada para tarefas comuns, como cortar fios ou abrir caixas de munição e latas de ração. Um impulso final veio do Departamento de Guerra, que havia determinado a necessidade de uma nova faca multifuncional capaz de cumprir os papéis de uma faca de combate e uma faca utilitária, ao mesmo tempo em que conservava recursos estratégicos de metal. Do lado das tropas, os Marine Raiders ("incursores fuzileiros navais") desejavam uma adaga projetada exclusivamente para luta com faca, mas nenhuma estava disponível que atendesse aos requisitos.

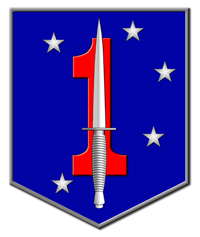
Insígnia do 1º MSOB com o estilete Raider

O Corpo de Fuzileiros Navais autorizou a emissão limitada de uma faca de combate com um desenho de lâmina de estilete, o Marine Raider Stiletto projetado pelo Tenente-Coronel Clifford H. Shuey, um oficial de engenharia do Corpo de Fuzileiros Navais. O padrão de Shuey era essencialmente uma cópia da faca de combate Fairbairn-Sykes com especificações de material alteradas, projetadas para reduzir a dependência de metais estratégicos críticos. O estilete Raider foi inicialmente emitido para forças de elite dos fuzileiros navais, incluindo todo o 1º Batalhão de Raiders Fuzileiros Navais comandado pelo Coronel Merritt A. Edson, o 1º Batalhão de Paraquedistas do USMC (Paramarines) e para o 2º Batalhão de Raiders Fuzileiros Navais comandado pelo Tenente-Coronel. Evans F. Carlson. Concebido principalmente como uma arma de estocada (esfaqueamento), os fuzileiros navais do 1º Batalhão Raider descobriram que o estilete Raider era bem projetado para matar silenciosamente, mas era de pouca utilidade para qualquer outro propósito e muito frágil para tarefas de utilidade geral. Após seu primeiro combate, muitos fuzileiros navais do 2º Batalhão Raider trocaram seus estiletes Raider por facões curtos de uso geral nº 17 e nº 18 Collins (machetes pequeños) comprados com fundos da unidade. Os facões Collins, que superficialmente se assemelhavam a uma grande faca Bowie, também foram emitidos para algumas tripulações aéreas do Exército como parte do Jungle Emergency Sustenance Kit ("Kit de Sustento de Emergência de Selva") de 1939. Os fuzileiros do 2º Batalhão Raider apelidaram os facões curtos Collins como "Knives Gung Ho" ("Facas Gung Ho"), em alusão ao grito de guerra dos Raiders.
Na ausência de facas de emissão oficial adequadas, vários fuzileiros navais, desdobrados para o combate em 1942, obtiveram suas facas pessoais por meio de compra privada, geralmente padrões de caça/utilitários, como as facas do padrão L76 e L77 da Western States Cutlery Co. do pré-guerra, ambas com lâminas de clipe tipo Bowie de 7 polegadas (180 mm) e alças de couro. O Western States L77 foi estocado na Base de Troca de San Diego no início da guerra, e facas desse padrão foram usadas por muitos fuzileiros navais da 1ª Divisão de Fuzileiros Navais, bem como por fuzileiros navais do 2º Batalhão de Raiders Fuzileiros Navais comandado pelo Tenente-Coronel Evans F. Carlson.
Em resposta a uma especificação solicitando um desenho moderno de faca de combate individual para os fuzileiros navais americanos, oficiais de material bélico e intendentes solicitaram submissões de vários fornecedores de facas e ferramentas militares para desenvolver uma faca de combate e utilitária adequada para fuzileiros navais individuais, usando a faca utilitária Mark 1 da Marinha dos EUA e facas civis de caça/utilitárias existentes, como a L77 da Western, como base para outras melhorias. Trabalhando com a Union Cutlery, o Coronel John M. Davis e o Major Howard E. America, ambos oficiais do USMC, contribuíram com várias mudanças importantes, incluindo uma lâmina mais longa e mais forte, a introdução de um pequeno sangrador para aliviar a lâmina, uma empunhadura de pomo descascado (mais tarde substituído por um pomo preso com pinos), uma cruzeta de aço reto (mais tarde, ligeiramente curvada) e uma alça de couro empilhada para melhor aderência. A lâmina, guarda e pomo foram parquerizados em vez do aço polido brilhante do protótipo. O projeto recebeu a designação de 1219C2. A faca usava um estoque de lâmina mais grosso do que a faca USN Mark 1 e apresentava um ponto de clipe. Após extensos testes, o protótipo foi recomendado para adoção. O Quartel-Mestre dos Fuzileiros Navais inicialmente recusou-se a encomendar as facas, mas sua decisão foi anulada pelo Comandante do Corpo. O Corpo de Fuzileiros Navais adotou a faca em 23 de novembro de 1942.
A faca provou ser fácil de fabricar, e a primeira tiragem foi entregue pela Camillus Cutlery Company em 27 de janeiro de 1943. Depois que a Marinha dos EUA se desencantou com falhas na lâmina da faca utilitária USN Mark 1, ela adotou o Ka-Bar como US Navy Utility Knife, Mark 2 ("Faca Utilitária da Marinha dos EUA, Mark 2"). O Corpo de Fuzileiros Navais, por sua vez, re-designou a Ka-Bar como a USMC Mark 2 Combat Knife, ou simplesmente a Knife, Fighting Utility. No serviço naval, a faca foi usada como faca de mergulho e utilitária a partir do final de 1943, embora o cabo de couro empilhado tendesse a apodrecer e se desintegrar rapidamente na água salgada.

## História
Em 1942, com o envolvimento dos Estados Unidos na Segunda guerra mundial, e com a crescente procura de material militar adequado para uso de guerra, a empresa propôs uma faca de combate de nome Ka-Bar ao Corpo de Fuzileiros Navais dos Estados Unidos; a faca foi aceita e redesenhada juntamente com o corpo de fuzileiros de maneira a estar à altura das exigências e necessidades dos combatentes. Desde essa altura a faca Ka-Bar passou a ser de uso comum no corpo de fuzileiros navais, mas também no exército, marinha e guarda costeira estadunidenses, tendo a produção atingido mais de 1 milhão de unidades.
A Ka-bar depressa se tornou num utensilio essencial de uso diário e até de grande valor sentimental para muitos dos combatentes, porque devido à sua versatilidade servia para todo tipo de tarefas, desde abrir latas, escavar trincheiras, construir abrigos, pregar, cortar, serrar, e uso em combate. Devido à sua qualidade, eficiência e aceitação por parte das tropas americanas, a Ka-bar tornou-se tão popular que pouco tempo depois a empresa decidiu mudar o seu próprio nome para "Ka-Bar Cutlery, Inc". No entanto, com o fim da Segunda guerra mundial a empresa deparou-se com grandes dificuldades financeiras e acabou mesmo por falir, tendo assim terminado a produção da Ka-bar.
Mais tarde já em 1976, aquando da comemoração dos seus duzentos anos de existência, o corpo de fuzileiros navais decidiu criar algumas réplicas do modelo original para fins comemorativos e estas foram tão bem recebidas pelos antigos combatentes e mesmo pelo público em geral que a própria empresa decidiu recomeçar a produção.
Hoje em dia a Ka-bar ainda é usada como faca pessoal de muitos militares e também atrai colecionadores, caçadores e amantes da natureza. É essa popularidade e riqueza histórica que faz da Ka-bar uma faca única.

## Ka-Bar U.S.M.C.
Há várias versões quanto à origem do nome Ka-Bar, no entanto, de acordo com a própria empresa há uma história que é referida como a mais plausível. Certo dia receberam uma carta de um caçador de ursos a agradecer uma das facas produzidas pela empresa, nessa carta ele referia que em plena caçada, e já depois de ter ferido um urso, a sua arma encravou e ele teve de matar o animal apenas com a sua faca. No seu inglês desajeitado escreveu "k a bar" em abreviação de "killed a bear", que em português seria traduzido como, "matei um urso". Em honra do testemunho entusiástico desse cliente essa faca passou a chamar-se de Ka-bar. Mais tarde ficaria mais conhecida como Ka-bar U.S.M.C., sendo estas as iniciais de "United States Marine Corps", que em português se traduz como Corpo de Fuzileiros Navais dos Estados Unidos.
A lâmina é em aço de carbono 1095, o que a torna bastante resistente e afiada, possuindo um revestimento protetor que funciona como antiferrugem e antirreflexo. O cabo é em couro para melhor aderência e durabilidade. A faca mede aproximadamente 30 cm, 18 cm de lâmina, 3 cm de largura, 4 mm de espessura, e 12 cm de cabo.